# Russ Findley
Russ Findley ist ein früherer US-amerikanischer Skeletonfahrer.
Russ Findley war in der zweiten Hälfte der 1980er und den ersten Jahren der 1990er Jahre international aktiv. Im Weltcup gehörte er zu den ersten Teilnehmern. Seine beste Platzierung war ein vierter Platz im Januar 1992 in Cortina d’Ampezzo. Seine größten Erfolge feierte Findley im Rahmen der Skeleton-Nordamerikameisterschaften. Bei der ersten Austragung im Jahr 1987 gewann er die Bronzemedaille. In der folgenden Saison gewann er hinter Terry Holland Silber. 1990 konnte er nochmals Bronze gewinnen.